# Роздільнозуб жовтуватий
Роздільнозуб жовтуватий (Dichodontium flavescens) — вид мохів порядку дикранальних (Dicranales).
Цей таксон деколи розглядають як синонім D. pellucidum.

## Поширення
Батьківщиною є Європа, Північна Америка, Азія.